# Oncophorus flavidus
Oncophorus flavidus là một loài Rêu trong họ Dicranaceae. Loài này được (Sw.) Brid. mô tả khoa học đầu tiên năm 1826.